# Albert Günther
Albrecht Carl Ludwig Gotthilf Günther (také Albert Charles Lewis Gotthilf Gunther; 3. říjen 1830 Esslingen am Neckar – 1. února 1914 Londýn) byl německo-britský zoolog.

## Život
Albrecht Günther se narodil v Esslingenu ve Švábsku. V Bonnu a Berlíně studoval teologii a později také medicínu v Tübingenu. Po studiích v roce 1856 odešel do Britského muzea, kde se věnoval ichtyologii. Po smrti svého kolegy Johna Edwarda Graye byl povýšen na ředitele zoologického oddělení Přírodopisného muzea, kde působil až do roku 1895. Věnoval se hlavně pracím o rybách, ale pracoval také na plazech a rozšiřoval muzejní sbírku.
Albert Günther je považován za v pořadí druhého nejplodnějšího taxonoma plazů (po G. A. Boulengerovi). Popsal více než 340 druhů plazů.
Naturalizovaným britským občanem se stal v roce 1874. Zemřel v Kew Gardens 1. února 1914.